# 张赫 (中国)
张赫（1984年9月17日—），中國男歌手、演员，畢業於沈阳音乐学院声乐系。因参加湖南卫视选秀娱乐节目出道，後演出《落跑甜心》、《武神赵子龙》、《微微一笑很倾城》而被觀眾熟知。

## 演藝經歷
2005年，与张含韵合唱歌曲《考试中》，收录于张含韵首张个人专辑《我很张含韵》。
2010年，参加湖南卫视音乐选秀节目《2010快乐男声》，获得沈阳唱区20强、全国300强；同年，与陈骁、姜潮、徐嘉苇、卢信宥、韩野、郭乐组成快乐天团8090组合，担任队长。同年8月6日，随组合参加《快乐男声》全国总决赛“快乐天团8090踢馆夜”，最终踢馆失败；9月，推出首支组合单曲《让我们相爱》，收录于《我的舞台》合辑；同年推出组合第二支组合单曲《爱伴我飞翔》。
2011年1月，参加《湖南卫视小年夜春晚》；同年4月，参与录制湖南卫视综艺节目《喜剧之王》；4月28日，担任“第18届北京大学生电影节”表演嘉宾；同年，出演偶像剧《落跑甜心》，在剧中饰演短跑选手张赫8月，参与录制湖南卫视音乐节目《挑战麦克风》；同年9月，出版组合首本写真集《蝶变·超越——快乐天团8090音乐梦想影像集》；同年11月，随组合参加山东卫视音乐竞技节目《歌声传奇》。同年12月18日，获得“2012时尚盛典颁奖典礼”年度最受欢迎组合奖。
2012年3月23日，张赫主演的电影《囧蛋奇兵》上映，在片中饰演巫郡飞；同年，推出第三支组合单曲《幸福百米》，为偶像剧《落跑甜心》主题曲。4月17日，参加江苏高邮“第八届中国高邮双黄鸭蛋节”文艺晚会的演出，为组合最后一场演出；同年，8090组合因合约到期而解散。
2013年，参加东方卫视音乐选秀节目《中国梦之声》，顺利通过北京试音会，在组合之夜被淘汰，最终无缘全国42强。
2014年，出演电视剧《美梦成真》。同年，与王博文、戴燕妮合作主演电影《轻羽飞扬》。
2015年，出演古装剧《武神赵子龙》，在剧中饰演耿纯，演唱片尾曲《离伤》；同年，出演古装武侠剧《锦衣夜行》，在剧中饰演皇帝朱允炆；随后，他在偶像剧《微微一笑很倾城》饰演网名“真水无香”的甄少祥。
2016年，与颜卓灵、曲尼次仁合作主演悬疑推理电影《梦的第四区》，在片中饰演男主角李嵩；随后，与杨幂、赵又廷、张智尧合作主演古装剧《三生三世十里桃花》，饰演女主角白浅的九师兄令羽；同年，出演电影《爱的帕斯卡》，饰演戴景春的学生王鹏；之后，出演网络剧《火爆天王》，饰演唐重。
2019年，他参演的电视剧《空降利刃》、《极速救援》先后播出。

## 影视作品

### 電視劇
| 首播年份 | 劇名             | 角色     | 備註       |
| 2011年   | 夏日甜心         | 张赫     |            |
| 2013年   | 落跑甜心         | 张赫     |            |
| 2015年   | 美梦成真         | 刘备     |            |
| 2016年   | 武神赵子龙       | 耿纯     |            |
| 2016年   | 微微一笑很倾城   | 甄少祥   |            |
| 2017年   | 三生三世十里桃花 | 令羽     |            |
| 2017年   | 醉玲珑           | 元溟     |            |
| 2018年   | 烈火如歌         | 雷惊鸿   |            |
| 2019年   | 空降利刃         | 齐小天   |            |
| 2019年   | 极速救援         | 司乔     |            |
| 2020年   | 凤归四时歌       | 萧祁     | 網絡劇     |
| 2021年   | 陌生的恋人       | 宇航     | 網絡劇     |
| 2021年   | 站住！花小姐     | 秦东海   | 網絡劇     |
| 2022年   | 凭栏一片风云起   | 曾念乔   |            |
| 2022年   | 你是我的美味     | 郑道     | 網絡劇     |
| 2023年   | 步云衢           | 赵正南   |            |
| 2023年   | 正好遇见你       | 韓勛     | 網絡劇     |
| 2023年   | 恋恋红尘         | 陸群     | 網絡劇     |
| 2024年   | 镜中花           | 上官慕云 | 網絡短劇   |
| 2024年   | 青幽渡           | 李不歸   | 網絡短劇   |
| 2024年   | 锦衣夜行         | 朱允炆   | 2015年拍攝 |
| 2024年   | 夜未央           | 夜北辰   | 網絡短劇   |
| 待播     | 赴山海           | 鐵星月   | 網絡劇     |
| 待播     | 镜像追踪         |          | 網絡劇     |
| 待播     | 深红之名         | 周穆     | 網絡短劇   |
| 待播     | 凤皇传           | 谢渊     | 網絡短劇   |
| 待播     | 生活最优解       |          |            |
| 待播     | 织网者           |          | 網絡短劇   |
| 待播     | 她唇之上         | 江庆之   | 網絡短劇   |
| 待播     | 折金枝           |          | 網絡短劇   |

### 電影
| 上映年份 | 電影名         | 角色   | 備註     |
| 2012年   | 囧蛋奇兵       | 巫郡飞 |          |
| 2014年   | 我一直在       | 程风   |          |
| 2014年   | 轻羽飞扬       | 林海   |          |
| 2016年   | 爱的帕斯卡     | 王鹏   |          |
| 2016年   | 大梦西游       | 唐小剑 | 網絡電影 |
| 2018年   | 记忆折叠       | 李嵩   |          |
| 2021年   | 猎毒之闪狙行动 | 王鑫   | 網絡電影 |
| 2023年   | 战警之生死狙击 |        | 網絡電影 |
| 2023年   | 阴阳先生       |        | 網絡電影 |
| 待上映   | 你在干嘛       | 杨浩   |          |
| 待上映   | 龙虎山悬棺     |        | 網絡電影 |

### 節目
| 年份   | 節 目                      | 播出時間   | 備註                                        |
| ------ | -------------------------- | ---------- | ------------------------------------------- |
| 2010   | 《快乐男声》               |            | 沈阳唱区的比赛，获得沈阳唱区20强、全国300强 |
| 2011   | 《湖南卫视小年夜春晚2011》 | 2011-01-27 | 8090组合                                    |
| 2011   | 《给力星期天》             | 2011-03-27 |                                             |
| 2011   | 《喜剧之王》               |            | 8090组合                                    |
| 2011   | 《歌声传奇》               |            | 8090组合演唱《一剪梅》                      |
| 2012年 | 《音乐风云榜》             |            | 8090组合客串主持                            |
| 2012年 | 《挑战名人墙》             | 2012-03-26 |                                             |
| 2012年 | 《非常优等生》             | 2012-11-12 |                                             |
| 2013   | 《中国梦之声》             |            | 在组合之夜被淘汰                            |

《快乐大本营》 2018-04-29|

## 音乐作品

### 單曲
| 年份   | 歌曲名称   | 收录专辑              | 备注                       |
| 2005年 | 考试中     | 张含韵 《我很张含韵》 | 与张含韵合唱               |
| 2010年 | 让我们相爱 | 8090组合 《我的舞台》 | 随8090组合推出首支单曲中。 |
| 2010年 | 爱伴我飞翔 |                       | 随8090组合推出的单曲。     |

### 电视剧歌曲
| 年份   | 歌曲名称 | 电视剧         | 性质   | 备注                             |
| 2012年 | 幸福百米 | 落跑甜心       | 主题曲 | 随8090组合推出                   |
| 2016年 | 離傷     | 武神赵子龙     | 片尾曲 |                                  |
| 2016年 | 漸行漸遠 | 武神赵子龙     | 插曲   | 与金楨勛合唱                     |
| 2016年 | 情字訣   | 武神赵子龙     | 插曲   | 与李明珠合唱                     |
| 2016年 | 一笑倾城 | 微微一笑很倾城 | 推广曲 | 与白宇、张彬彬、崔航、郑业成合唱 |